# Asesinato de Angela Samota
Angela Samota (Alameda, California; 19 de septiembre de 1964 - Dallas, Texas; 13 de octubre de 1984) fue una joven universitaria estadounidense que fue violada y asesinada víctima de un ataque violento ocurrido en su vivienda. El caso permaneció sin resolver por más de dos décadas hasta que a comienzos del siglo XXI surgieron nuevas pruebas de ADN y las autoridades pudieron presentar cargos contra un violador en serie que cumplía pena de cárcel. Posteriormente, fue juzgado y condenado a muerte. En la actualidad permanece en el corredor de la muerte, en espera de que se ejecute la pena.

## Trasfondo
Angela "Angie" Marie Samota nació el 19 de septiembre de 1964 en la ciudad californiana de Alameda. Tenía cuatro hermanos y se matriculó en la Universidad Metodista del Sur, en Dallas (Texas), donde formó parte de la hermandad Zeta Tau Alpha. Estudiaba Ciencias de la Computación e Ingeniería Eléctrica.

## Asalto
La noche del viernes 12 de octubre de 1984, Samota y dos amigos, un hombre y una mujer, salieron para ir a la Feria Estatal de Texas, que se estaba celebrando. El novio de Samota no se les unió porque, según el posterior informe policial, estaba trabajando en una construcción y dijo que tenía que levantarse temprano a la mañana siguiente. Los tres amigos fueron luego al club de baile Rio Room y se quedaron allí hasta "después de la medianoche". Según la declaración recogida por el hombre que acompañó a Angela y su amiga, Samota "iba [de] mesa en mesa, hablando con la gente" y parecía que "conocía a todo el mundo".
Luego Samota llevó a sus dos compañeros a sus casas, primero dejando al hombre alrededor de la 1 de la madrugada en su apartamento en Matilda Street, en Lower Greenville, que estaba a cinco minutos a pie del condominio de Samota en Amesbury Drive, y luego a la chica. El hombre luego testificó que, cuando regresó a casa, "se fue a la cama y se quedó dormido".
Samota pasó luego por el apartamento de su novio para darle las buenas noches y luego regresó a su casa. Posteriormente, su pareja diría que cerca de las 1:45 horas recibió una llamada de Samota que le dijo que había un hombre en su condominio que le pidió usar el teléfono y el baño. Ella no dejó en claro si el hombre ya estaba allí cuando ella llegó a casa, o si le permitió entrar. "Háblame", le dijo Samota a su novio según los informes, luego dijo que llamaría "enseguida" y colgó. Cuando vio que no volvía a llamar, el novio la llamó él y nadie respondió. Condujo hasta su apartamento, pero no hubo respuesta cuando llamó a la puerta, que estaba cerrada por dentro. Llevaba consigo un teléfono móvil de primera generación, provisto para su trabajo de construcción, con el que llamó a la policía.
Los agentes de policía llegaron a las 2:17 horas y desbloquearon la puerta. Descubrieron el cadáver desnudo y ensangrentado de Samota en la cama. La autopsia mostró que la víctima había sido violada y luego apuñalada "repetidamente", muriendo de heridas en el corazón.

## Investigación y arresto
Durante un largo período de tiempo, la policía supuestamente sospechó de un arquitecto que tenía 23 años en ese momento y vivía en un apartamento de Lower Greenville. Era el hombre que, la noche del asesinato, había salido con Samota y la otra chica. Según los informes, el novio de la víctima también era sospechoso.
El caso permaneció sin resolver hasta 2008.
En 2006, la entonces detective de la policía de Dallas Linda Crum, encargada del caso, utilizó la evidencia de ADN de muestras de sangre, semen y uñas para tratar de encontrar una coincidencia entre personas con antecedentes penales. En 2008, los resultados apuntaron a un hombre llamado Donald Bess que, en el momento del asesinato de Samota, estaba en libertad condicional mientras cumplía una condena de 25 años.

## Reclamación de apertura del caso
Sheila Wysocki, quien fue a la Universidad con Angela, y era su compañera de cuarto, declaró posteriormente que el caso sin resolver se reabrió solo porque siguió "acosando" a la policía hasta que "estaban tan enfermos y cansados" de ella que le asignaron a la detective Crum reexaminarlo. Wysocki atribuye el hecho de que se convirtió en investigadora privada con licencia a su deseo de ayudar a resolver el asesinato de Samota. La policía inicialmente había declarado que el kit de violación recolectado en la escena del crimen, que contenía la evidencia de ADN incriminatoria, se había perdido "en las inundaciones [de Dallas]".

## Proceso legal
El acusado en el juicio de 2010 por la agresión sexual y el asesinato de Angela Samota ya estaba en prisión, cumpliendo cadena perpetua. Donald Andrew Bess Jr. (nacido el 1 de septiembre de 1948 en el condado de Jefferson, Arkansas), había sido condenado previamente en 1978 por agresión sexual y secuestro. Había sido condenado a 25 años de prisión y estaba en libertad condicional en 1984, cuando, según la decisión del tribunal, violó y asesinó a Samota.
En 1985, en un caso no relacionado con el asesinato de Samota, Bess fue sentenciado en el condado de Harris (Texas) a cadena perpetua por un cargo de violación agravada, un cargo de secuestro agravado y un cargo de agresión sexual.
Durante la fase de castigo del juicio del caso Samota, en 2010, varias mujeres se presentaron y declararon que también habían sido violadas por Bess. La exesposa del acusado testificó que había abusado de ella y de su hijo durante su matrimonio. Se casaron en 1969 y se divorciaron tres años después.
Sobre la base de la coincidencia de ADN, Bess fue declarado culpable por el jurado y, el 8 de junio de 2010, recibió la pena de muerte. El 6 de marzo de 2013, se rechazó el recurso interpuesto por Bess y se confirmó la sentencia del tribunal de primera instancia. El 13 de agosto de 2013, se presentó una petición de certiorari ante la Corte Suprema de los Estados Unidos, y se denegó el 13 de enero de 2014. En abril de 2016, la Corte de Apelaciones Penales de Texas rechazó una apelación presentada por Bess, sosteniendo las conclusiones del tribunal de primera instancia del condado de Dallas.

## Hechos posteriores
En 2016, el Departamento de Policía de Dallas restableció una unidad dedicada a investigar casos sin resolver. En un episodio de Investigation Discovery de 2021 , titulado "Betrayed: Co-ed Killer", el caso y la posterior identificación del asesino de Samota fueron recreados.
Donald Bess permanece en el corredor de la muerte en la prisión de Polunsky, sin fecha de ejecución fijada. El cuerpo de Samota está enterrado en el cementerio de Amarillo (Texas). Sheila Wysocki se marchó a vivir a Tennessee y continuó trabajando como investigadora privada.